# Avoirdupois
Avoirdupois je obecná váhová soustava založená na libře o 16 uncích, součást angloamerické měrné soustavy. Její název je odvozen od francouzského sousloví avoir du pois (archaicky aveir de peis), doslova „mít váhu“. Pro označení tohoto váhového systému se k jednotkám někdy přidává zkratka avdp.
Soustava avoirdupois je běžně užívána v USA pro veškeré zboží kromě drahých kovů, drahokamů a léčiv. Dříve se široce používala také ve Velké Británii, dnes však byla částečně vytlačena úředně zavedeným metrickým systémem.
Základní jednotkou je libra, jejíž hodnota v soustavě SI je 0,45359237 kg.
Přehled všech jednotek:
- dram – 1 dram = 1,772 g = 1/16 unce
- unce (ounce, oz.) – 1 oz. = 28,35 g = 1/16 libry
- libra (pound, lb.) - 1 lb. = 0,45359237 kg; základní jednotka
- kámen (stone, st.) – 1 st. = 6,35 kg = 14 lb.
- půl sudu (quarter, qtr.) - 1 qtr. = 12,7 kg = 2 st.
- cent (hundredweight, cwt.) – 1 cwt. = 50,8 kg = 4 qtr.
- tuna (ton) – 1 ton = 1 016 kg = 20 cwt.